# زیارت عاشورا

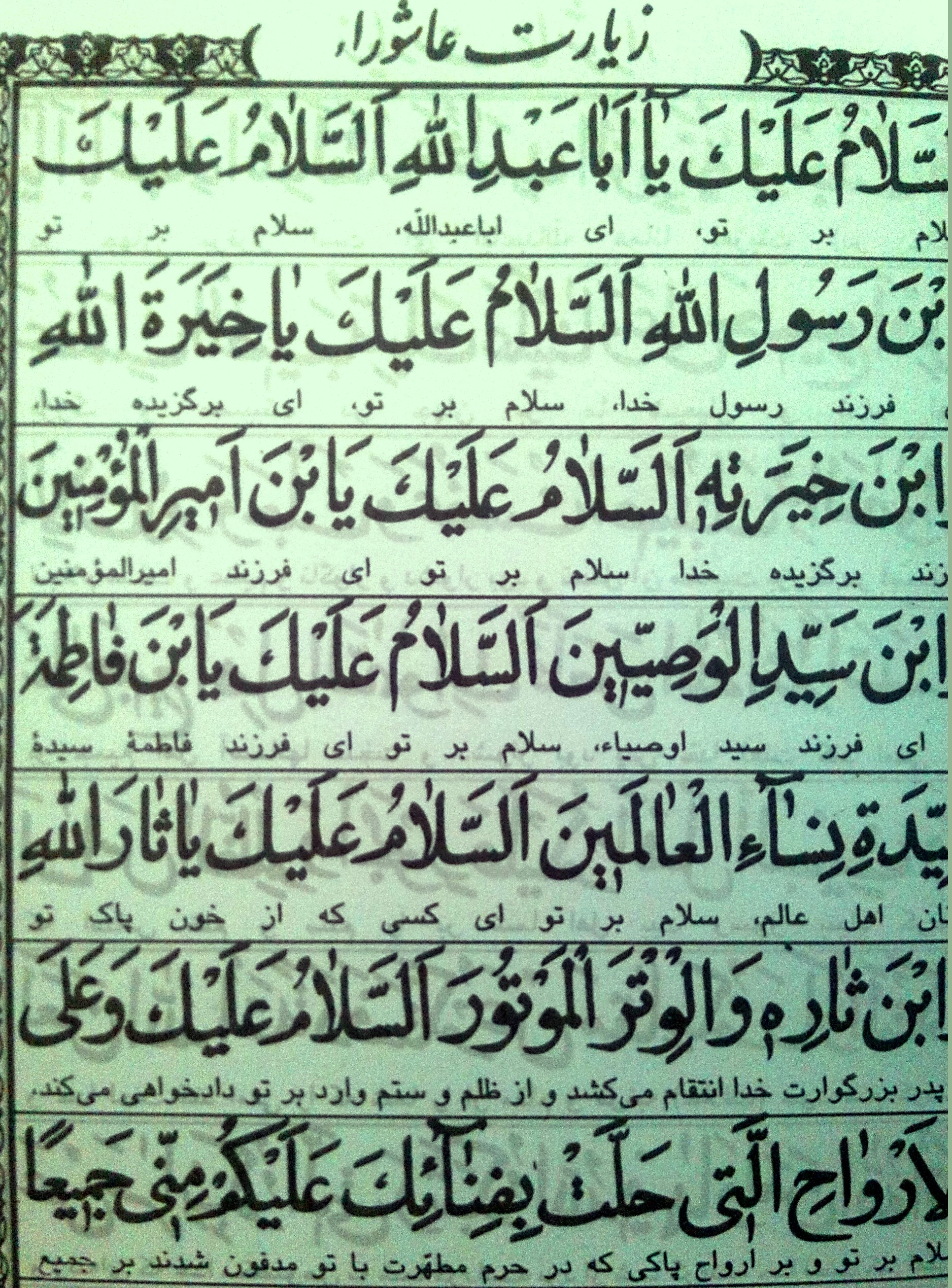

زیارت عاشورا (به عربی: زیارة عاشوراء‎) یک دعای شیعی است. این دعا بخشی از مراسم عبادی است که در زیارت حرم حسین در کربلا استفاده می‌شود. اکثر محتوای دعا را نفرین علیه مخالفان خاندان محمد تشکیل می‌دهد. بر اساس گفتهٔ منابع شیعه، محمد باقر، پنجمین امام شیعیان، خواندن زیارت عاشورا در روز عاشورا هنگام روبه روی کربلا را به عنوان بازدید نمادین از حرم توصیه کرده‌است.

## لغت‌شناسی
در اسلام، زیارت (به عربی: زیارة) دیدار از قبر یک قدیس یا شخص مقدس دیگر، مانند محمد یا حسین بن علی است.
عاشورا (به عربی: عاشوراء)، به معنای «دهم»، یک روز تعطیلات و روز غم و اندوه برای شیعیان است که در ۱۰ محرم تقویم اسلامی قرار دارد. در این روز از کشته شدن حسین بن علی و اعضای خانواده و ۷۲ همراهش در نبرد کربلا یاد می‌شود.

## محتوا
اکثر محتوای، نفرین علیه مخالفان شیعه می‌باشد. زیارت عاشورا شامل مفاهیمی مانند تبری (جدا شدن از کسانی است که با خدا و پیامبر اسلام مخالفند، یا با خانواده او مخالفند)، تولی (محبت به اهل بیت)، ایثار برای جامعه و هرگز تسلیم ظلم و ستم نشدن است.